# 800 meter för damer i friidrott vid olympiska sommarspelen 2012
Damernas 800 meter vid olympiska sommarspelen 2012, i London i Storbritannien avgjordes den åttonde, nionde, och elfte augusti på Londons Olympiastadion. Tävlingen inleddes med en försöksomgång där alla deltagare försökte att kvalificera sig till det efterföljande steget i tävlingen. Efter försöksomgången hölls semifinaler och till sist finalen där 8 atleter deltog. Pamela Jelimo från Kenya var regerande mästare efter att hon i Peking 2008 vunnit finalen.

## Resultat, senare justering
Marija Savinova från Ryssland vann tävlingen och vann därmed en olympisk guldmedalj. Caster Semenya från Sydafrika och Jekaterina Poistogova från Ryssland vann silver respektive brons.
2017 fråntogs Savinova guldet efter att ha stängts av för dopning (se även dopning i Ryssland). Samtidigt uppgraderades Semenya till guldmedaljör, Poistogova till silvermedaljör och Pamela Jelimo till ny trea i loppet. Även sjätteplacerade Jelena Arzjakovas resultat ströks på grund av dopning.

## Medaljörer
| Event     | Guld                     | Guld                     | Silver                         | Silver                         | Brons               | Brons               |
| 800 meter | Caster Semenya Sydafrika | Caster Semenya Sydafrika | Jekaterina Poistogova Ryssland | Jekaterina Poistogova Ryssland | Pamela Jelimo Kenya | Pamela Jelimo Kenya |

## Rekord
Före tävlingarna gällde dessa rekord:
| Världsrekord (WR)     | Jarmila Kratochvílová (TCH) | 1.53,28 | München, Västtyskland   | 26 juli 1983 | [ 6 ] |
| Olympiskt rekord (OR) | Nadezjda Olizarenko (URS)   | 1.53,43 | Moskva, Sovjetunionen   | 27 juli 1980 | [ 7 ] |
| Världsårsbästa (WL)   | Pamela Jelimo (KEN)         | 1:56.76 | Heusden-Zolder, Belgien | 7 juli 2012  |       |

## Program
Tider anges i lokal tid, det vill säga västeuropeisk sommartid (UTC+1).
8 augusti
- 11:35 – Försök

9 augusti
- 19:30 – Semifinal

11 augusti
- 20:00 – Final

## Resultat
- Q innebär avancemang utifrån placering i heatet.
- q innebär avancemang utifrån total placering.
- DNS innebär att personen inte startade.
- DNF innebär att personen inte fullföljde.
- DQ innebär diskvalificering.
- NR innebär nationellt rekord.
- OR innebär olympiskt rekord.
- WR innebär världsrekord.
- WJR innebär världsrekord för juniorer
- AR innebär världsdelsrekord (area record)
- PB innebär personligt rekord.
- SB innebär säsongsbästa.

### Försöksomgång
Den inledande försöksomgången ägde rum den 8 augusti. De tre snabbaste deltagarna i varje heat (Q) samt de sex snabbaste av de som slutade på fjärde plats eller sämre (q) kvalificerade sig till semifinalerna.

#### Heat 1
| Rank | Namn                         | Tid     | Noteringar |
| ---- | ---------------------------- | ------- | ---------- |
| 1    | Alysia Johnson Montano (USA) | 2.00,47 | Q          |
| 2    | Caster Semenya (RSA)         | 2.00,71 | Q          |
| 3    | Halima Hachlaf (MAR)         | 2.00,99 | Q          |
| 4    | Rose Mary Almanza (CUB)      | 2:01.19 | q          |
| 5    | Annabelle Lascar (MRI)       | 2:05.45 | PB         |
| 6    | Elena Popescu (MDA)          | 2:06.94 |            |
| N/A  | Noura Elsayed (EGY)          | N/A     | DNS        |

#### Heat 2
| Rank | Namn                  | Tid     | Noteringar |
| ---- | --------------------- | ------- | ---------- |
| 1    | Marija Savinova (RUS) | 2.01,56 | Q          |
| 2    | Alice Schmidt (USA)   | 2.01,65 | Q          |
| 3    | Tintu Luka (IND)      | 2.01,75 | Q          |
| 4    | Malika Akkaoui (MAR)  | 2:01.78 | q          |
| 5    | Andrea Ferris (PAN)   | 2:05.59 |            |
| 6    | Haley Nemra (MHL)     | 2:14.90 | SB         |
| 7    | Merve Aydın (TUR)     | 3:24.35 |            |

#### Heat 3
| Rank | Namn                     | Tid     | Noteringar |
| ---- | ------------------------ | ------- | ---------- |
| 1    | Francine Niyonsaba (BDI) | 2.07,57 | Q          |
| 2    | Jessica Smith (CAN)      | 2.07,75 | Q          |
| 3    | Genzeb Shumi (BHR)       | 2.07,77 | Q          |
| 4    | Amina Bakhit (SUD)       | 2:09.78 |            |
| 5    | Amy Atkinson (GUM)       | 2:18.53 | NR         |
| N/A  | Lilija Lobanova (UKR)    | N/A     | DNS        |
| N/A  | Fantu Magiso (ETH)       | N/A     | DNS        |
| N/A  | Kenia Sinclair (JAM)     | N/A     | DNS        |

#### Heat 4
| Rank | Namn                   | Tid     | Noteringar |
| ---- | ---------------------- | ------- | ---------- |
| 1    | Pamela Jelimo (KEN)    | 2.00,54 | Q          |
| 2    | Lynsey Sharp (GBR)     | 2,01,41 | Q          |
| 3    | Eleni Filandra (GRE)   | 2,02,29 | Q          |
| 4    | Geena Gall (USA)       | 2:03.85 | q          |
| 5    | Cavela Felismina (ANG) | 2:10.95 | PB         |
| 6    | Rabia Ashiq (PAK)      | 2:17.39 |            |
| N/A  | Julija Krevsun (UKR)   | N/A     | DNF        |

#### Heat 5
| Rank | Namn                    | Tid     | Noteringar |
| ---- | ----------------------- | ------- | ---------- |
| 1    | Natalija Lupu (UKR)     | 2.08,35 | Q          |
| 2    | Jelena Arzjakova (RUS)  | 2.08,39 | Q          |
| 3    | Cherono Koech (KEN)     | 2.08,43 | Q          |
| 4    | Marina Arzamasova (BLR) | 2:08.45 |            |
| 5    | Lenka Masna (CZE)       | 2:08.68 |            |
| 6    | Melissa Bishop (CAN)    | 2:09.33 |            |
| 7    | Aicha Fall (MTN)        | 2:27.97 | NR         |
| 8    | Woroud Sawalha (PLE)    | 2:29.16 | PB         |

#### Heat 6
| Rank | Namn                            | Tid     | Noteringar |
| ---- | ------------------------------- | ------- | ---------- |
| 1    | Janeth Jepkosgei Busienei (KEN) | 2.01,04 | Q          |
| 2    | Jekaterina Poistogova (RUS)     | 2.01,08 | Q          |
| 3    | Rosibel Garcia (COL)            | 2.01,30 | Q          |
| 4    | Elena Mirela Lavric (ROU)       | 2:01.65 | q          |
| 5    | Margarita Matsko (KAZ)          | 2:02.12 | q          |
| 6    | Neisha Bernard-Thomas (GRN)     | 2:03.23 | q          |
| 7    | Elisabeth Mandaba (CAF)         | 2:12.56 |            |
| 8    | Sarah Attar (KSA)               | 2:44.95 | NR         |

### Semifinaler
Semifinalerna ägde rum den 9 augusti. De två snabbaste deltagarna i varje heat (Q) samt de två snabbast som slutade på tredje plats eller sämre (q) kvalificerade sig till finalen.

#### Heat 1
| Rank | Namn                        | Tid     | Noteringar |
| ---- | --------------------------- | ------- | ---------- |
| 1    | Pamela Jelimo (KEN)         | 1.59,42 | Q          |
| 2    | Jekaterina Poistogova (RUS) | 1.59,45 | Q          |
| 3    | Rosibel Garcia (COL)        | 2.00,16 | SB         |
| 4    | Alice Schmidt (USA)         | 2:01.63 |            |
| 5    | Natalija Lupu (UKR)         | 2:01.63 |            |
| 6    | Rose Mary Almanza (CUB)     | 2:01.70 |            |
| 7    | Lynsey Sharp (GBR)          | 2:01.78 |            |
| 8    | Eleni Filandra (GRE)        | 2:04.42 |            |

#### Heat 2
| Rank | Namn                            | Tid     | Noteringar |
| ---- | ------------------------------- | ------- | ---------- |
| 1    | Caster Semenya (RSA)            | 1.57,67 | Q          |
| 2    | Jelena Arzjakova (RUS)          | 1.58.13 | Q          |
| 3    | Janeth Jepkosgei Busienei (KEN) | 1.58.26 | q          |
| 4    | Alysia Johnson Montano (USA)    | 1:58.42 | q          |
| 5    | Halima Hachlaf (MAR)            | 1:58.84 | SB         |
| 6    | Tintu Luka (IND)                | 1:59.69 | SB         |
| 7    | Elena Mirela Lavric (ROU)       | 2:00.46 |            |
| 8    | Neisha Bernard-Thomas (GRN)     | 2:00.68 | SB         |

#### Heat 3
| Rank | Namn                     | Tid     | Noteringar |
| ---- | ------------------------ | ------- | ---------- |
| 1    | Marija Savinova (RUS)    | 1.58,57 | Q          |
| 2    | Francine Niyonsaba (BDI) | 1.58,67 | Q, NR      |
| 3    | Margarita Matsko (KAZ)   | 1.59,20 | PB         |
| 4    | Malika Akkaoui (MAR)     | 2:00.32 |            |
| 5    | Cherono Koech (KEN)      | 2:00.53 | SB         |
| 6    | Genzeb Shumi (BHR)       | 2:01.76 |            |
| 7    | Jessica Smith (CAN)      | 2:01.90 |            |
| 8    | Geena Gall (USA)         | 2:05.76 |            |

### Final
Finalen ägde rum den 11 augusti.
| \| Rank \| Bana \| Namn \| Tid \| Noteringar \| \| ---- \| ---- \| ------------------------------- \| ------- \| ------------ \| \| 01  \| 7 \| Caster Semenya (RSA) \| 1.57,23 \| SB \| \| 02  \| 2 \| Jekaterina Poistogova (RUS) \| 1.57,53 \| PB \| \| 03  \| 6 \| Pamela Jelimo (KEN) \| 1.57,59 \| \| \| 4 \| 4 \| Alysia Johnson Montano (USA) \| 1.57,93 \| \| \| 5 \| 3 \| Francine Niyonsaba (BDI) \| 1.59,63 \| \| \| 6 \| 8 \| Janeth Jepkosgei Busienei (KEN) \| 2.00,19 \| \| \| \| 5 \| Marija Savinova (RUS) \| 1.56,19 \| DQ (dopning) \| \| \| 9 \| Jelena Arzjakova (RUS) \| 1.59,21 \| DQ (dopning) \| | Lördag den 11 augusti 2012 Olympic Stadium, London, Storbritannien |                                 |         |              |
| Rank | Bana                                                               | Namn                            | Tid     | Noteringar   |
| 01 | 7                                                                  | Caster Semenya (RSA)            | 1.57,23 | SB           |
| 02 | 2                                                                  | Jekaterina Poistogova (RUS)     | 1.57,53 | PB           |
| 03 | 6                                                                  | Pamela Jelimo (KEN)             | 1.57,59 |              |
| 4 | 4                                                                  | Alysia Johnson Montano (USA)    | 1.57,93 |              |
| 5 | 3                                                                  | Francine Niyonsaba (BDI)        | 1.59,63 |              |
| 6 | 8                                                                  | Janeth Jepkosgei Busienei (KEN) | 2.00,19 |              |
| | 5                                                                  | Marija Savinova (RUS)           | 1.56,19 | DQ (dopning) |
| | 9                                                                  | Jelena Arzjakova (RUS)          | 1.59,21 | DQ (dopning) |